# Tepebaşı, Hasankeyf
Tepebaşı là một xã thuộc huyện Hasankeyf, tỉnh Batman, Thổ Nhĩ Kỳ. Dân số thời điểm năm 2011 là 270 người.